# Conie
La Conie è un fiume francese, affluente del Loir alla riva sinistra. Essa è di fatto un subaffluente della Loira attraverso la Sarthe e la Maine; scorre nei dipartimenti del Loiret e dell'Eure-et-Loir nella regione Centro-Valle della Loira. È un fiume della Beauce.

## Geografia
La Conie è una risorgiva della falda freatica della Beauce. Lunga 32,4 km, essa nasce a Villeneuve-sur-Conie, presso Patay nel dipartimento del Loiret, ove ha la particolarità di scorrere contemporaneamente verso la Loira (perdendosi per strada) e verso il Loir (se la falda è alta).
Un'altra Conie, affluente della prima e chiamata Rau la Conie, nasce a nord-nordest di Orgères-en-Beauce, nel comune di Germignonville. Via Fontenay-sur-Conie e Courbehaye, essa confluisce nella Conie principale o Conie de Varize (chiamata anche la Conie Palue), sul territorio del comune di Nottonville.
Poco dopo il ricongiungimento delle due Conie principali, si trova l'altura di Spoy, nel comune di Nottonville, un bacino profondo da 8 a 10 metri, ove pare che le acque da monte delle due valli si raccolgano in una sorta di serbatoio. È solo a partire dall'altura che la Conie diviene perenne e merita allora il nome di fiume.
La confluenza si trova a un chilometro a monte di Marboué, sul territorio del comune di Donnemain-Saint-Mamès. Il corso della Conie non può essere più diversificato: una gran parte presenta delle paludi coperte di canne, chiamate localmente la rouche.
Megaliti e tumuli ricoprenti dei sepolcri sono presenti lungo la valle della Conie, di Fontenay-sur-Conie a Nottonville e Varize, testimonianti la presenza umana dal Neolitico.

### Comuni attraversati

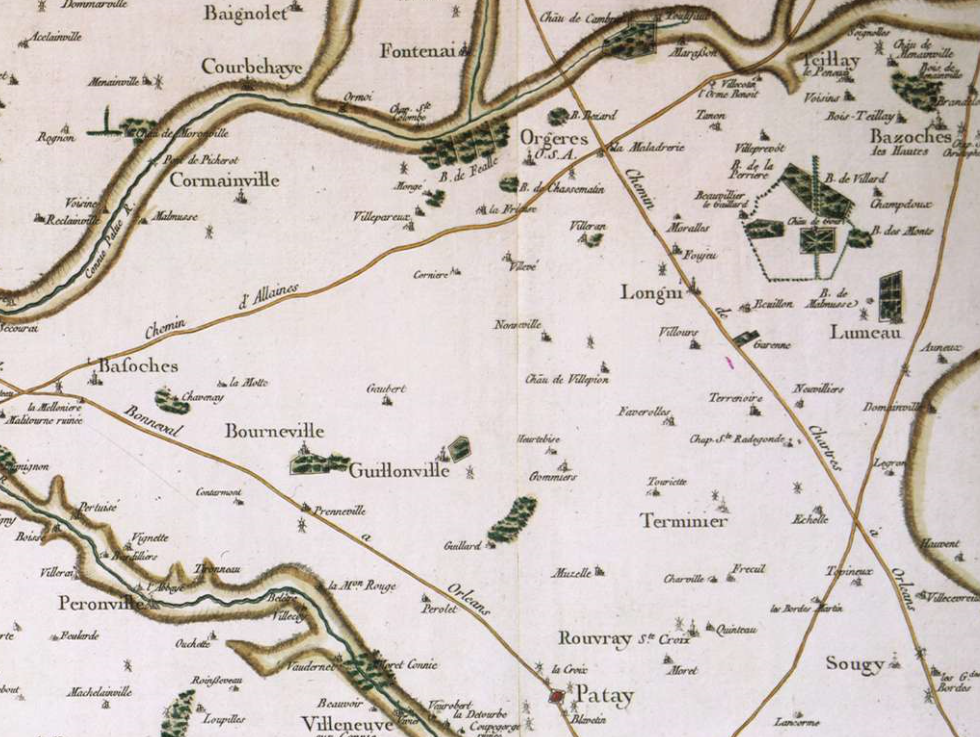
Carta di Cassini del 1759: i due rami della Conie prima della confluenza a Nottonville.

Il ramo principale della Conie (Conie del sud o Conie di Péronville) attraversa undici comuni, uno nel Loiret e dieci nell'Eure-et-Loir. Da monte verso valle abbiamo: Villeneuve-sur-Conie (Loiret), la sua sorgente, poi, nell'Eure-et-Loir, Péronville, Guillonville, Bazoches-en-Dunois, Varize, Civry, Nottonville, Conie-Molitard, Villiers-Saint-Orien, Moléans, Donnemain-Saint-Mamès.
La Conie del nord (Conie d'Orgères e di Fontenay, o Rau-la-Conie attraversa sette comuni dell'Eure-et-Loir: da monte verso valle, abbiamo Germignonville, Viabon, Fontenay-sur-Conie, Orgères-en-Beauce, Courbehaye, Cormainville, Nottonville ove essa confluisce nella Conie del sud.

## Idrologia
Paragonata agli altri corsi d'acqua del bacino del Loir, la Conie è un fiume molto regolare, senza dubbio uno dei più regolari del paese, beneficiando della falda di Beauce che agisce come un gigantesco regolatore. L'essenziale della sua portata proviene in effetti da questa falda, e la portata del fiume è largamente tributaria del livello dell'acqua nella falda.
La falda di Beauce ha una capacità di stoccaggio stimata in 20 miliardi di metri cubi, cioè 20 chilometri cubi o ancora una ventina di volte il volume del Lago di Annecy... Essa gioca un ruolo regolatore della portata dei fiumi molto importante, poiché essa contribuisce all'alimentazione naturale dei corsi d'acqua che le sono legati, come il Loing, il Loir, l'Essonne, la Conie, ecc. Essa fornisce all'insieme di questi corsi d'acqua una massa di circa 500 milioni di metri cubi all'anno in media, cioè circa 16 metri cubi al secondo.
La portata della Conie è stata osservata dal 1970 a Conie-Molitard al ponte di Bleuet, comune vicino alla sua confluenza con il Loir. Il bacino idrografico del fiume è di 500 km².
Il modulo del fiume a Conie-Molitard (Ponte di Bleuet), calcolato su 49 anni (dal 1970 al 2018), è di 1,68 m³/s.
La Conie non presenta che delle leggere oscillazioni stagionali di portata, potendosi riassumere in un lungo periodo di piena e uno breve di magra d'estate. Le piene presentano una portata mensile media da 1,78 a 2,09 m³/s, da inizio gennaio a fine giugno (con un molto poco marcato massimo in aprile-maggio). Da inizio luglio, la portata si attenua per raggiungere rapidamente il suo minimo, che è di 1,12 m³/s nel mese di agosto.